# Phaegoptera medionigra
Phaegoptera medionigra är en fjärilsart som beskrevs av Gottfried Christian Reich 1934. Phaegoptera medionigra ingår i släktet Phaegoptera och familjen björnspinnare. Inga underarter finns listade i Catalogue of Life.